# 習志野本線料金所
習志野本線料金所（ならしのほんせんりょうきんじょ）は、千葉県習志野市にある東関東自動車道の本線料金所である。
湾岸習志野IC、湾岸幕張PAに隣接している。

## 概要
1982年（昭和57年）4月27日、首都高速湾岸線接続部（現：高谷JCT） - 宮野木JCT開通時に併用開始。 
湾岸習志野ICから流入・流出しない本線を走行する車が通過する。（湾岸習志野ICから流入、流出する車はICの料金所で高谷JCT - 湾岸習志野IC間の料金を支払うのみである）また上り線については湾岸幕張PA利用車専用レーンが本線料金所と離れて設置されていたが、改良工事により2012年（平成24年）より本線料金所を通過するように変更されている。
上り線では料金の徴収、下り線では通行券の受け渡しを行う（ETCレーンは除く）。

## 料金所施設
- ブース数 : 18

### 宮野木・成田空港・潮来方面
- ブース数 : 7
  - ETC専用 : 5
  - 一般 : 2

### 湾岸市川・浦安・東京方面
- ブース数 : 11
  - ETC専用 : 4
  - 一般 : 7

## 隣
E51 東関東自動車道
(3) 湾岸習志野IC - 習志野TB - 湾岸幕張PA - (4) 湾岸千葉IC